# Alexandra Rochelle
Alexandra Rochelle (Vannes, 14 dicembre 1983) è una pallavolista francese.
Gioca nel ruolo di libero nel Béziers Volley.

## Carriera
La carriera di Alexandra Rochelle inizia nel 1993 nelle giovanili del Vannes Volley-ball, mentre nel 1997 passa al CS Léo Lagrange Nantes Volley-Ball, militando sempre nella formazione giovanile.
Nella stagione 2000-01 viene ingaggiata dal Reims Metropole Volley, club militante in Nationale 1, con il quale conquista la promozione al termine della stagione 2001-02 ed esordisce, indossando la stessa maglia, in Pro A nella stagione 2002-03.
Nell'annata 2003-04 passa all'USSP Albi, nel quale milita per sette stagioni, disputando sia campionato di massima divisione che quelli inferiori, a seguito della retrocessione della squadra per problemi finanziari; nel 2005 ottiene le prime convocazioni nella nazionale francese.
Dopo la parentesi di una stagione nell'Évreux Volley-ball, nella stagione 2011-12 viene acquistata dal Béziers Volley, con cui vince lo scudetto 2017-18.

## Palmarès

### Club
- Campionato francese: 1

2017-18

### Premi individuali
- 2014 - Ligue A: Miglior libero